# Saint-Jean-de-la-Blaquière
Saint-Jean-de-la-Blaquière é uma comuna francesa na região administrativa de Occitânia, no departamento de Hérault. Estende-se por uma área de 17,22 km². Em 2010 a comuna tinha 645 habitantes (densidade: 37,5 hab./km²).

## Demografia
| 1962 | 1968 | 1975 | 1982 | 1990 | 1999 | - | - | - |
| --- | ---- | ---- | ---- | ---- | ---- | - | - | - |
| 270 | 300  | 259  | 263  | 338  | 361  | - | - | - |
| Para os censos de 1962 a 2006 a população legal corresponde à popolução sem duplicidades, segundo define o INSEE. |      |      |      |      |      |   |   |   |